# 住友赤平高等鉱業学校
住友赤平高等鉱業学校（すみともあかびらこうとうこうぎょうがっこう）は、かつて北海道赤平市字赤平485に存在した私立の各種学校。技能連携制度で高等学校の卒業資格を得ることができる、北海道赤平市では唯一の私立学校であった。

## 概要
住友赤平高等鉱業学校は、将来の住友を担う中堅技術者を養成することを目的として、北海道赤平市に1958年2月に創立され、開校は4月7日。創立当初は、住友赤平鉱業学校。姉妹校に住友奔別高等鉱業学校があり、同時に三笠市奔別に創立され、1958年4月6日に開校。創立当初は、住友奔別鉱業学校。
校訓は、質実剛健の気風と和を重んじた「不撓不屈　和衷協同」の精神であった。住友の理念である「信用」と「誠実」は、住友グループ全体に掲げられていて、「誠実」　が「住友奔別高等鉱業学校」の校訓となった。
修業年限は、全日制3年。全校生徒に制服と制帽、奨学金などが支給される特典が与えられた。

## 基礎データ

### 所在地
- 赤平市字赤平485 (1958 - 1967)
- 赤平市字赤平599-1 (1967 - 1975)

## 沿革
- 1958年1月28日 住友赤平鉱業学校設置の件本社に上申
- 1958年2月17日 住友赤平鉱業学校設置の件本社承認。
- 1958年2月17日 北海道知事に認可申請書提出。
- 1958年2月25日 北海道知事より設置の件認可される。
- 1958年2月25日 「住友赤平鉱業学校」創立。
- 1958年3月 校則が定められた。
- 1958年4月7日 開校式。第1期生入学式。定員30名に対して3倍の競争率だった。
- 1959年7月 校歌制定される。
- 1961年4月 同窓会と後援会が発足される。
- 1962年4月1日 1学年から定員40名に増加される。
- 1963年9月22日、23日、24日 創立5周年記念式典が挙行された。
- 1963年12月18日 学校名変更認可申請を北海道知事に提出。
- 1963年12月23日 北海道知事より学校名称変更が認可される。
- 1964年4月1日 「住友赤平高等鉱業学校」に名称が変更される。
- 1964年4月 札幌南高等学校の通信制課程がこれまでの一般教科の中に採り入れられ普通科の卒業資格も得られるようになった。（リポート提出とスクーリング授業）
- 1965年4月 部活に「吹奏楽部」が新設され、従来の「ラグビー部」と「柔道部」に加えて三つのクラブが充実し、住高生徒は、そのいずれかの部員に所 属しなければならない決まりがあった。
- 1967年4月 定員80名2学級編成に改められる。この頃「北海道有朋高等学校」が創立され「札幌南高等学校」から移籍し、住友高等鉱業学校生徒は、同時に北海道有朋高等学校の生徒としても籍を置いた。
- 1967年10月2日 親友会館にほど近い国道38号線沿いに新校舎第一期工事が落成して移転する。二階建ての新しい校舎は、住高生専用の浴場が一階に完備された。その他、総合体育館が隣接しているため柔道や体育の授業がスムーズに行うことができた。特にラグビーは、既存の本格的なラグビー場が備わっていたため活溌に行われ、「住高のラグビー部」は、北海道に「住高」あり、とまで言われた強豪に育った。
- 1968年1月16日 文部省から技能教育指定校として認定を受ける。
- 1968年8月30日 第二期校舎増築工事が落成する。
- 1970年5月 高体連加盟。(この頃バスケット部新設、野球部が復活する）
- 1971年4月 住友奔別高等鉱業学校は、住友赤平高等鉱業学校に併合された。
- 1973年 生徒募集を停止する。
- 1975年2月 15期生の卒業をもって休校。

## 教科内容

### 一般教科
- 現代国語I・II・III、古典乙I、漢文
- 社会、日本史、世界史B、地理B
- 数学I、IIA、IIB、III
- 物理A、化学A、生物、地学
- 保健、一般体育、ラグビー、柔道
- 書道I、II、書道3年、音楽
- 英語AI、BI、AII、BII、III

### 特別教育活動
- ホームルーム他

### 専門教科
- 採鉱学、地質学、鉱山保安、保安規則、通気、火薬
- 一般機械、坑内機械、
- 一般電気
- 測量
- 基礎製図、機械製図
- 実習 坑内外見学、及び調査、坑内作業実習

### 特別教科
- 情操教育、教養、一般社会知識、特別活動、救急法講習会

## 学校行事
1年生は、滝川市にある陸上自衛隊で体験訓練が5日間ほど実施される。
3年生は、2週間の修学旅行が行われ、京都、奈良など古都や旧所名跡巡り、そのほか東京本社、大阪支社への訪問、住友関連会社や工場見学なども含まれた。

## 生徒会活動・部活動

### 運動活動
- ラグビー部
- 柔道部
- 吹奏楽部
- 「夏季練成会」、「冬季練成会」、水泳、スキーなどの講習会。
- 消防、事業所周りのラッセル等。全校生徒11㎞マラソン大会。（夏季練成会は、6日間小樽市塩谷での合宿で、調理、遠泳などが行われる。）（冬季練成会は、イルムケップ山麓山スキーと三平汁昼食会など。）

### 文化活動
- 図書、  美化運動、　応援団、 学校祭、　予餞会など。
- その他の行事に、新入生歓迎会、遠足会、山神祭、火薬工場などの見学旅行。（学校祭では、生徒によるエレキギターのバンド演奏、滝川商業高校女子生徒とのフォークダンスなども行われた。）

## 奨学金等
各学年とも月額3000円のちに増額された奨学金が支給された。
1学年月額 8000円
2学年月額 9000円
3学年月額 10000円
入学金及び授業料は、徴収しない。
制服と制帽を入学時に現物支給する。
通学交通費、寄舎費用の一部を補助する。
適性に応じて電気、機械要員の教育が受けられる。
一定期間を経て選抜により職員に登用される。
但し、基本的に各鉱業所で三年間の勤務が義務付けられた。

## 主な就職先
- 住友石炭鉱業株式会社住友赤平砿業所
- 住石扶桑工業株式会社
- 株式会社ニッショウ
- 東武建設株式会社 鉄道部
- 住商石油
- 住友化学
- 住金化工
- 消防署員
- 自衛官
- 警察官
- 日本国有鉄道

## 協力校
- 北海道赤平西高等学校
- 北海道芦別高等学校
- 北海道芦別工業高等学校